# 拓郎105分
『拓郎105分』は、NHK-FMで1980年8月10日に放送されたラジオ番組である。長年（プロデビュー10周年）音楽業界に貢献してきた吉田拓郎を讃え、他のミュージシャンが拓郎に感謝状を贈るという内容だった。

## 概要
スタジオゲストは松任谷由実で、松任谷や小田和正、桑田佳祐らからも感謝状が贈られた。松任谷からの感謝状は「女と見れば一様に声をかけ何とか～」という賞だった。
桑田が贈ったのは「サザンのレコード売り上げに貢献してくれたで賞」であった。桑田が『勝手にシンドバッド』でデビューした時「何を言っているか聞き取れない、あれは歌か」などのバッシングもあったが、拓郎は「素晴らしい。僕はテレビがダメだったが彼はテレビを壊している」と絶賛したことに応えての感謝状だった。桑田は一番影響を受けた曲として「HAVE A NICE DAY」を挙げた。桑田は拓郎が手がけたコマーシャルソングの音作りに共感したことが、自身が曲作りを始めるきっかけだったと自著等で述べている。
これを受け司会者が「拓郎さんから桑田さんにエールが送られたということで、拓郎さんと桑田さんで次回の番組どうでしょう」と言い、翌1981年3月8日に放送されたのが『激突105分!拓郎vs桑田』という番組である。拓郎と桑田の他、ゲストは中学の時拓郎の大ファンで、深夜放送で拓郎の結婚宣言を聞き布団で泣いたという原由子でトークやセッションなどをした。また前回に続き松任谷もスタジオゲストの予定だったが、体調不良で欠席した。